# 農林水産政策研究所
農林水産政策研究所（のうりんすいさんせいさくけんきゅうじょ、英語: Policy Research Institute,Ministry of Agriculture,Forestry and Fisheries、PRIMAFF）は、農林水産政策に関する総合的な調査及び研究を行なう研究所。略称は政策研。

## 概要
戦後間もない1946年に、前身となる農業綜合研究所（漢字制限のため1949年より農業総合研究所）が発足した。当時は農地改革が行われつつある中、戦後の激変する諸事情を科学的に分析することで日本農業を再建していく方途を見出すことが政策研究機関として期待されていた。和田博雄農林大臣の要請により初代所長には東畑精一東大教授が就任した。
2001年の中央省庁再編に伴い、農林水産政策研究所へと改組された。

## 沿革
- 1946年11月30日：農業綜合研究所を設立（東京都港区麻布新竜土町8番地）
- 1948年04月20日：新庄市に積雪地方支所を設置
- 1948年09月02日：札幌市に北海道支所を設置
- 1950年05月01日：福岡市に九州支所を設置
- 1959年11月10日：本所新庁舎・図書庫竣工。（東京都北区西ヶ原2-2-1に移転）
- 1974年03月30日：本所図書館が国立国会図書館支部農林省図書館農業総合研究所分館となる
- 1983年10月01日：3支所（北海道、積雪、九州）を本所に統合
- 2001年04月01日：農林水産政策研究所に改組
- 2001年08月20日：千代田区霞が関に分室を設置
- 2008年11月01日：本所及び分室をともに霞が関の中央合同庁舎第4号館に移転する

## 組織
- 所長
- 次長
- 企画広報室 - 企画科、交流情報課、広報資料課
  - 庶務課
  - 会計課
- 政策研究調整官
- 政策研究調査官
- 総括上席研究官（国際領域、食料領域、農業・農村領域）

## 歴代所長

### 農業総合研究所所長
- 東畑精一：1946年11月30日 - 1956年6月25日
- 神谷慶治：1956年6月25日 - 1966年3月31日
- 綿谷赳夫：1966年4月1日 - 1970年12月16日
- 渡辺兵力：1970年12月16日 - 1975年7月16日
- 並木正吉：1975年7月16日 - 1979年4月1日
- 小山義夫：1979年4月1日 - 1983年4月1日
- 紙谷貢：1983年4月1日 - 1985年3月31日
- 榎勇：1985年4月1日 - 1987年6月1日
- 田中信成：1987年6月1日 - 1992年10月1日
- 片桐久雄：1992年10月1日 - 1994年6月10日
- 安橋隆雄：1994年6月10日

### 農林水産政策研究所所長
- 篠原孝：2001年4月1日 - 2003年10月16日
- 西尾健：2003年10月16日 - 2006年8月1日
- 小西孝蔵：2006年8月1日 - 2008年
- 齊藤登：2008年 - 2009年7月14日
- 長清：2009年7月14日 - 2011年8月15日
- 武本俊彦：2011年8月15日 - 2013年4月1日
- 渡部靖夫：2013年4月1日 - 2014年1月14日
- 吉村馨：2014年1月14日 - 2014年1月14日
- 山下正行：2014年7月22日 - 2015年10月1日
- 別所智博：2015年10月1日 - 2017年7月10日
- 佐藤速水：2017年7月10日 - 2018年8月1日
- 塩川白良：2018年8月1日 - 2019年4月1日
- 神山修：2019年4月1日 - 2021年3月30日
- 浅川京子：2021年4月1日 - 2023年7月3日
- 高橋孝雄：2023年7月4日 - 2023年12月31日[2]
- 内田幸雄：2024年1月1日[2] - 2025年6月25日[3]
- 倉重泰彦：2025年6月25日[3] - 現職